# Guatemala
För andra betydelser, se Guatemala (olika betydelser).

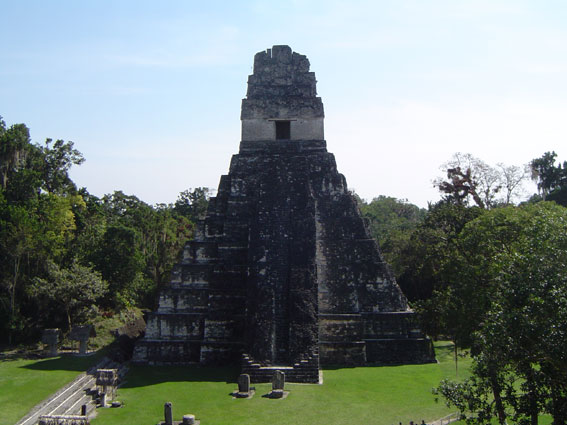
Mayaruinerna i Tikal.

Guatemala, formellt Republiken Guatemala (spanska: República de Guatemala), är en republik i Centralamerika. Landet gränsar i norr till Mexiko, i nordost till Belize och i söder till El Salvador och Honduras. Guatemala har två kuster, i öster finns en smal kust mot Karibiska havet och i väster finns Stillahavskusten. Guatemala gör anspråk på delar av Belize, och i det området finns guatemalanska bosättningar.

## Historia

### Förcolumbiansk tid
Guatemalas tidigaste historia är starkt präglad av mayafolket och de tidigaste tecknen från mayatiden menar forskarna är mellan 2000 f.Kr. och 1500 f.Kr.. Redan 1100 f.Kr. ska olmekfolket börjat bygga pyramider och hugga ut stora stenbrott. Olmekerna betecknas rätt ofta som Mesoamerikas moderkultur. Detta folk hade stort inflytande genom hela mayaregionen, och påverkade speciellt konsten, mytologin och politiken, men de utvecklade också tidigt ett skriftsystem och en kalender. Perioden runt och efter 300 räknas som den viktigaste epoken i mayahistorien. Mayafolket kom nu under inflytande från Teotihuacán i Mexiko, en stad med omkring 250 000 invånare. En till stad växte fram, Tikal, som ett dominerande maktcenter i mayanernas land. Samtidigt växte också staden Calakmul. Från 500 var dessa städer så stora att alla andra städer i regionen tillhörde endera av dessa. Calakmul besegrade Tikal 562, varpå en 130 år lång stagnation av utvecklingen följde.
Mellan 600 och 850 var det åter stort välstånd i mayaområdena. Mayafolket var förenat i samma trosuppfattningar och kultur, och mayaarkitekturen, astronomi, matematik och konst nådde så högt att inget annat förcolumbianskt samhälle kunde mäta sig med dem. Handeln blomstrade och befolkningen växte till omkring 10 miljoner invånare runt 750. Från 750 till 830 och därefter blev dessa handelsförbindelser brutna, krig bröt ut, städerna övergavs och inga nya tempel eller monument byggdes som förr. Grunden till nedgången har 2007 sammanfattats som en kombination av eskalerande stridigheter, överbefolkning, miljöförstöring, torka och elitens extravagans.

### Spansk kolonisation
Från 1300-talet fram till den spanska invasionen av Guatemala 1523 rådde ständiga krig mellan de olika stammarna och olika folkgrupper i landet. På grund av den dåliga sammanhållningen och interna stridigheter mötte de spanjorerna med litet samlat motstånd. Spanjorerna hade också stor fördel med sina hästar, rustningar och gevär. Det sägs att den spanska conquistadoren Pedro de Alvarado med sina 620 män besegrade 30 000 k'iche'krigare i närheten av Xelajú.
Den spanska kolonialmakten administrerade området som Generalkaptenskapet Guatemala, en del av den större kolonin Nya Spanien.

### 1800-talet
Den 15 september 1821 uppgick området i Mexikanska kejsardömet, från dess upplösning 1823 i Centralamerikanska federationen men 1839 utropade Republiken Guatemala sin självständighet. Likt i många andra latinamerikanska länder påbörjades ett inbördeskrig mellan liberala reformister med stöd hos borgarklassen och konservativa som ville bevara Romersk-katolska kyrkans och storgodsens privilegier. De konservativa segrade över den liberala regeringen sedan deras ledare general Rafael Carrera (1814–1865) i ett slag vid Guatemala City besegrat de liberala under befäl av honduranen Francisco Morazán 1840. Därefter styrde general Carrera landet till sin död, med undantag för perioden 1848–51, och aristokratins privilegier bevarades samtidigt som man förde framgångsrika krig mot grannländer. År 1871 störtades Carreras efterträdare Vicente Cerna av liberalerna under Miguel García Granados Zavala, som 1873 efterträddes av den liberale diktatorn Justo Rufino Barrios Auyón som exproprierade kyrkogodsen, förjagade jesuiterna, proklamerade en författningsreform och återupptog "den centralamerikanska tanken" men stupade framför fästningen Chalchuapa i San Salvador. Perioden 1892–98 regerade José María Reina Barrios som president, också han från Guatemalas liberala parti men han allierade sig med storgodsägarna och kväste med militärens hjälp alla oppositionsrörelser.
Under 1800-talet blev landets förhållande till den regionala stormakten USA snart en av de viktigaste politiska frågorna, särskilt eftersom amerikanska storföretag med uppbackning av amerikanska marinkårens militärmakt fick stort politiskt inflytande i länder i Centralamerika och Karibien. Vid Barrios död 1898 grep Manuel José Estrada Cabrera makten och bekämpade inledningsvis USA:s inflytande men mottog från 1911 istället subsidier från USA. År 1920 avsattes han av Guatemalas nationalförsamling. Landet undslapp det mesta av de militäringripanden som grannländerna utsattes för under banankrigen.

### 1900-talet
Under 1920-talet rådde politisk instabilitet i landet och flera kortlivade presidentskap regerade med avbrott då presidenterna dog eller störtades. Under Jorge Ubico upphörde demokratin i landet helt att fungera och det amerikanska storföretaget United Fruit Company fick enormt stor makt. År 1944 störtades Ubico i en folklig resning och en period av vänstersinnat reformstyre påbörjades under Juan José Arévalo folkvalda presidentskap. År 1951 valdes kapten Jacobo Arbenz till president och försökte med jordreform omfördela marken från storgodsen och United Fruit till de fattiga. I 1954 års statskupp störtades han av USA-stödda legosoldater och överste Carlos Castillo Armas tog makten och avslutade omedelbart de sociala och politiska reformerna. Därpå följde en långvarig militärdiktatur under vilken ledare efter ledare störtades eller mördades, och på 1960-talet eskalerade militärjuntans repressalier så till vida att ett inbördeskrig med väpnade vänstergrupper bröt ut. Totalt tros mer än 140 000 ha dött och över 1 miljon flytt från sina hem i inbördeskriget i Guatemala. Först 1996 efter kalla krigets slut kunde ett fredsavtal undertecknas.

## Geografi

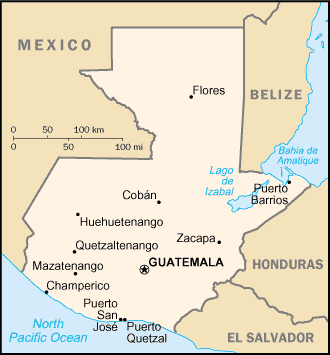
Guatemala.

### Topografi och hydrografi

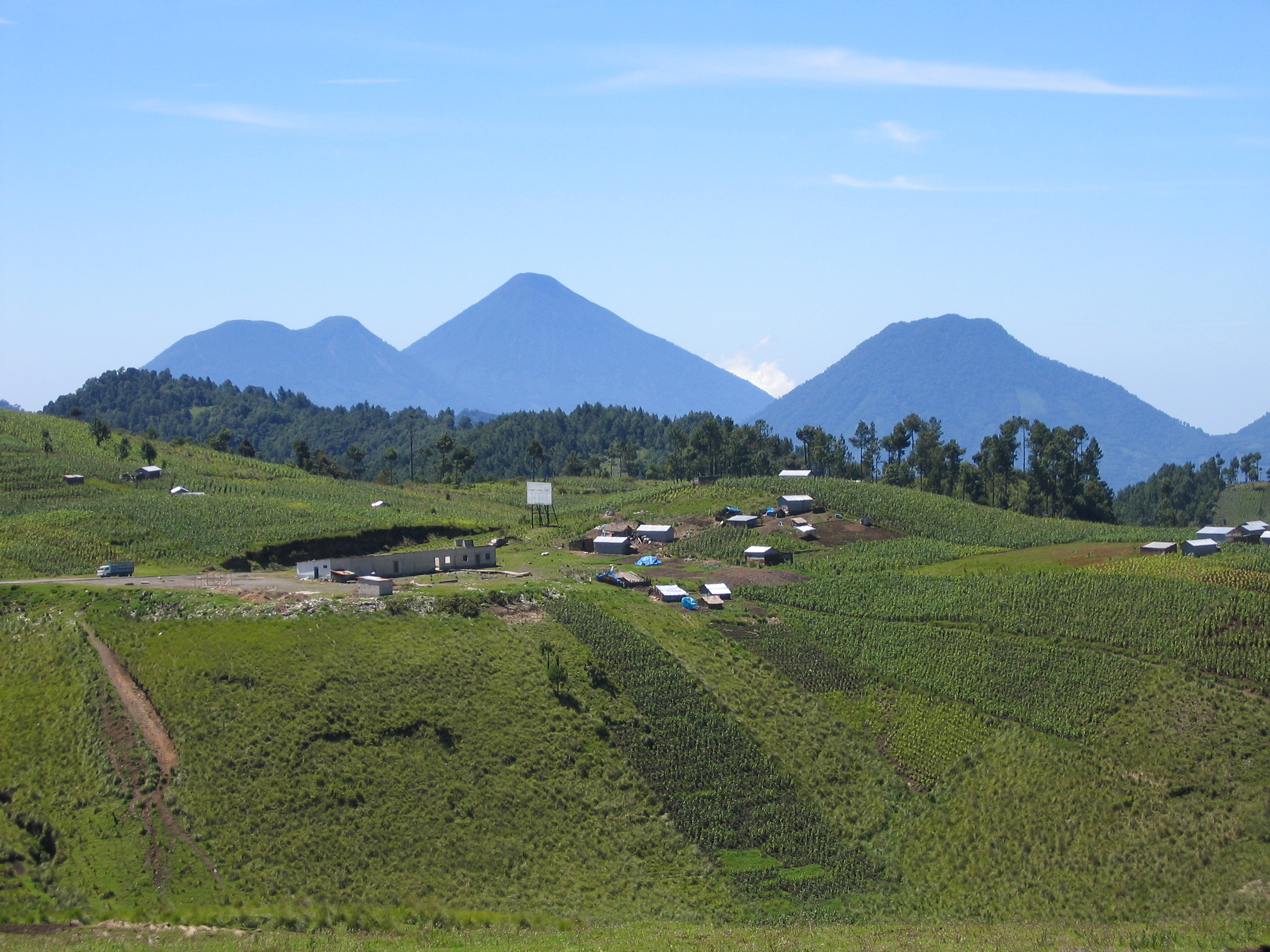
Guatemalas högland.

Guatemala är bergigt, förutom det södra kustområdet och de nordliga vidsträckta lågländerna i Petén. Två bergskedjor går in i Guatemala från väster till öster, och delar landet i tre större regioner: Högländerna, där bergen ligger, Pacifiska kustslätten, söder om bergen, samt Peténregionen norr om bergen. Dessa områden skiljer sig i klimat, höjd och landskap, vilket ger dramatiska kontraster mellan heta och fuktiga tropiska lågländer och högländernas toppar och dalar. 
Den södra kanten av de västra högländerna utgörs av Sierra Madre, som sträcker sig söderut och österut från Mexikos gräns, och fortsätter på lägre höjder mot El Salvador. Bergskedjan kännetecknas av branta vulkankäglor, däribland vulkanen Tajumulco, som är 4 220 meter hög och den högsta punkten i landet och i Centralamerika. Alla Guatemalas 37 vulkaner (av vilka fyra, Pacaya, formationen Santiaguito på Santa María, Fuego och Tacaná, är aktiva) ligger i denna bergskedja, och jordbävningar är vanliga i högländerna. Guatemalas berggrund består till största delen av sandsten vilket också bidrar till jordbävningarna. 
De norra bergskedjorna börjar nära Mexikos gräns med bergskedjan Cuchumatanes, och sträcker sig sedan österut genom Chuacúsbergen och Chamábergen, ner till Santa Cruz-bergen och Minasbergen, nära Karibiska havet. De nordliga och sydliga bergen åtskiljs av Motaguadalen, där floden Motagua och dess bifloder rinner från högländerna ner i Karibiska havet. Floden är farbar i den nedre delen, där den bildar gräns med Honduras.
Alla större städer ligger i högländerna och i lågländerna vid Stilla havet. Den största sjön, Lago de Izabal (589,6 km²), ligger nära kusten vid Karibiska havet och vulkanen Tajumulco, som är den högsta punkten i Centralamerika, ligger i det västliga departementet San Marcos.
Guatemalas läge vid Karibiska havet och Stilla havet gör att det är utsatt för tropiska cykloner, däribland orkanen Mitch 1998 och orkanen Stan 2005, som dödade över 1 500 människor, genom de översvämningar som följde.

### Klimat
Klimatet är hett och fuktigt i lågländerna vid Stilla havet och i Petén, mer tempererat i högländerna och torrare i de östligaste departementen. 
I låglänta delar av landet är klimatet tropiskt, medan det är svalare på högre höjder. I bergstrakterna finns ett stort antal vulkaner och det förekommer våldsamma jordbävningar. Vid den karibiska kusten förekommer orkaner och andra tropiska oväder.

### Miljöproblem
Några av Guatemalas miljöproblem är att regnskogen i Petén avverkas, jorderosion och vattenföroreningar.

## Styre och politik

### Författning och styre
Den konstitution som antogs 1986 fastställer att landet är en självständig demokratisk republik och fördelar makten mellan tre statliga grenar: den lagstiftande, den verkställande och den dömande. Den lagstiftande makten tillhör en enkammarförsamling, Congreso de la República, där ledamöterna väljs genom direkt folkval för en mandatperiod på fem år. Den verkställande makten innehas av presidenten, som fungerar både som regeringschef och statschef, samt av vicepresidenten. Båda dessa befattningar tillsätts genom folkval och har en mandatperiod på fem år.

### Administrativ indelning
Guatemala är indelat i 22 departement (departamentos) vilka i sin tur är indelade i ungefär 332 kommuner (municipios).

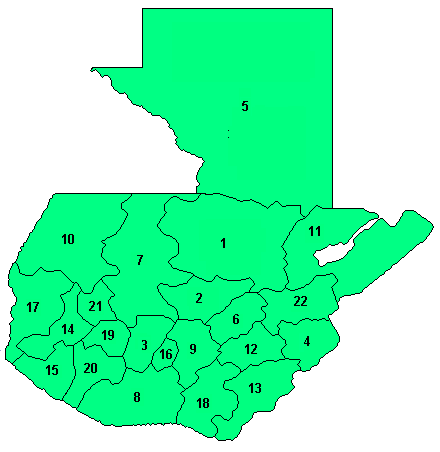
Guatemalas departement.

| 1. Alta Verapaz 2. Baja Verapaz 3. Chimaltenango 4. Chiquimula 5. Petén 6. El Progreso 7. Quiché 8. Escuintla 9. Guatemala 10. Huehuetenango 11. Izabal | 1. Jalapa 2. Jutiapa 3. Quetzaltenango 4. Retalhuleu 5. Sacatepéquez 6. San Marcos 7. Santa Rosa 8. Sololá 9. Suchitepequez 10. Totonicapán 11. Zacapa |

### Politik

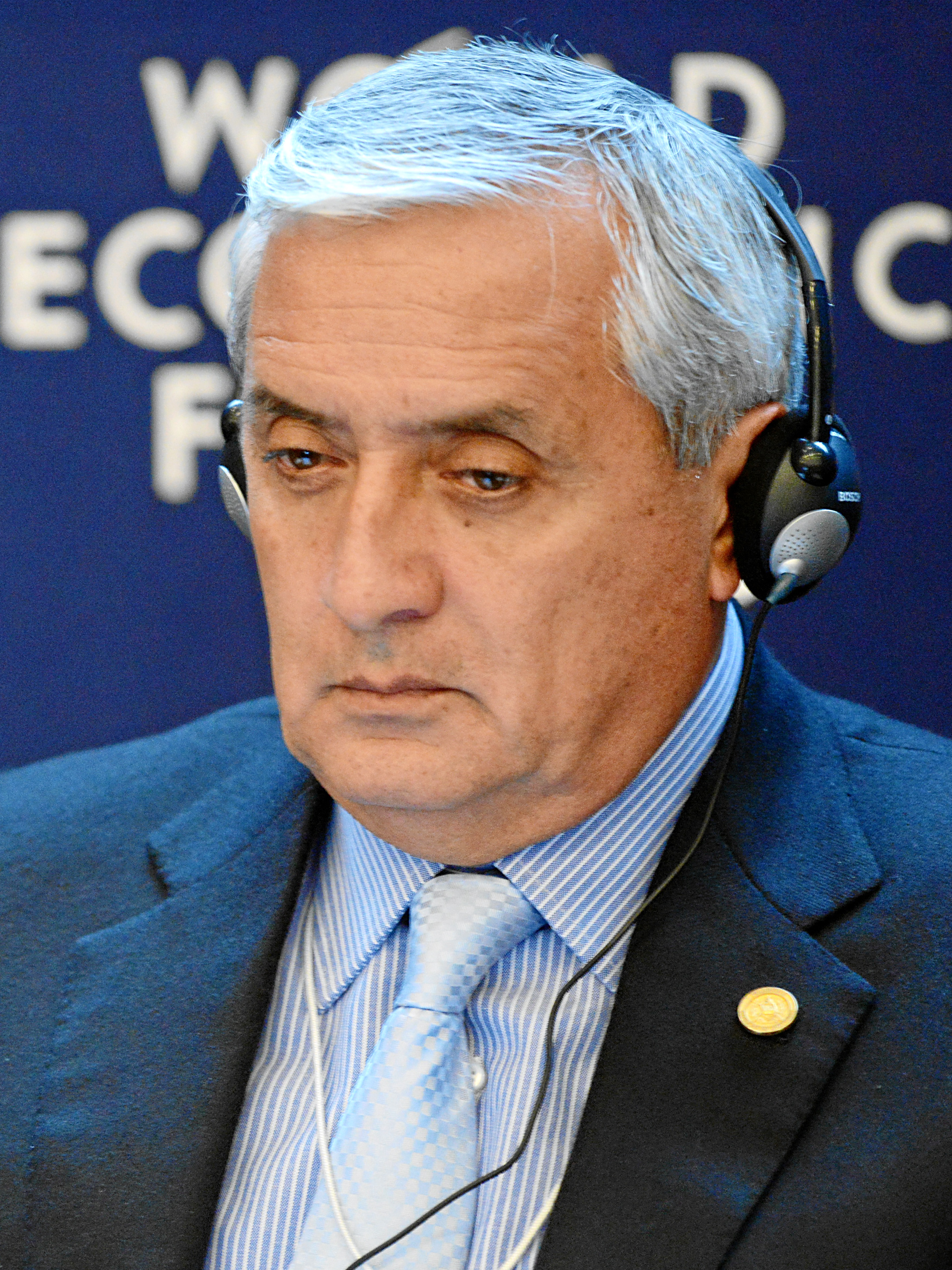
Otto Pérez Molina, landets före detta president.

I valen 9 november 2003 blev Óscar Berger Perdomo vald till president som kandidat för Gran Alianza Nacional (GANA). Även vid parlamentsvalet 2003 blev Gran Alianza Nacional den starkaste kraften. Valdeltagandet låg på 54,5 procent. I den andra valomgången i 2007 års presidentval (4 november) vann socialdemokraten Álvaro Colom över motståndaren, den före detta generalen Otto Pérez från det konservativa Patriotiska partiet. Cirka 35 procent av de röstberättigade deltog i detta val. Det är första gången sedan Jacobo Arbenz Guzmán störtades från makten (1954) som landet har en socialdemokratisk president. Coloms parti, Unidad Nacional de la Esperanza, fick ingen egen majoritet i parlamentet som valdes 9 september samma år och GANA gick tillbaka (bland annat på grund av att Partido Patriota, som i det förra valet hade ingått i GANA, nu ställde upp som eget parti).
Liksom de flesta latinamerikanska stater har Guatemala ingen lång demokratisk tradition. Partisystemet är ganska instabilt och många partier upplöser sig efter en mandatperiod eller försvinner i betydelselöshet. Betecknande för detta är det starka inflytande som ligger hos samhälleliga grupper utanför partierna, särskilt militären och företagarna.
Utrikespolitiskt var Guatemala under inbördeskriget länge isolerat. Sedan början av demokratiseringen och slutandet av fredsavtalet med rebellerna försöker Guatemala spela en större roll på den internationella scenen. Sedan 2001 finns ett handelsavtal mellan Mexiko, Guatemala, Honduras och El Salvador. Sedan 10 mars 2004 finns också en tullunion med El Salvador. 

### Rättsväsen
I delar av landet är förtroendet för det statliga rättssystemet, framför allt hos den indianska befolkningen, så rubbat att det har förekommit fall av utomrättsliga bestraffningar. På grund av det spända läget har polisen och rättsväsendet redan dragit sig tillbaka från stadsområden.

## Ekonomi och infrastruktur

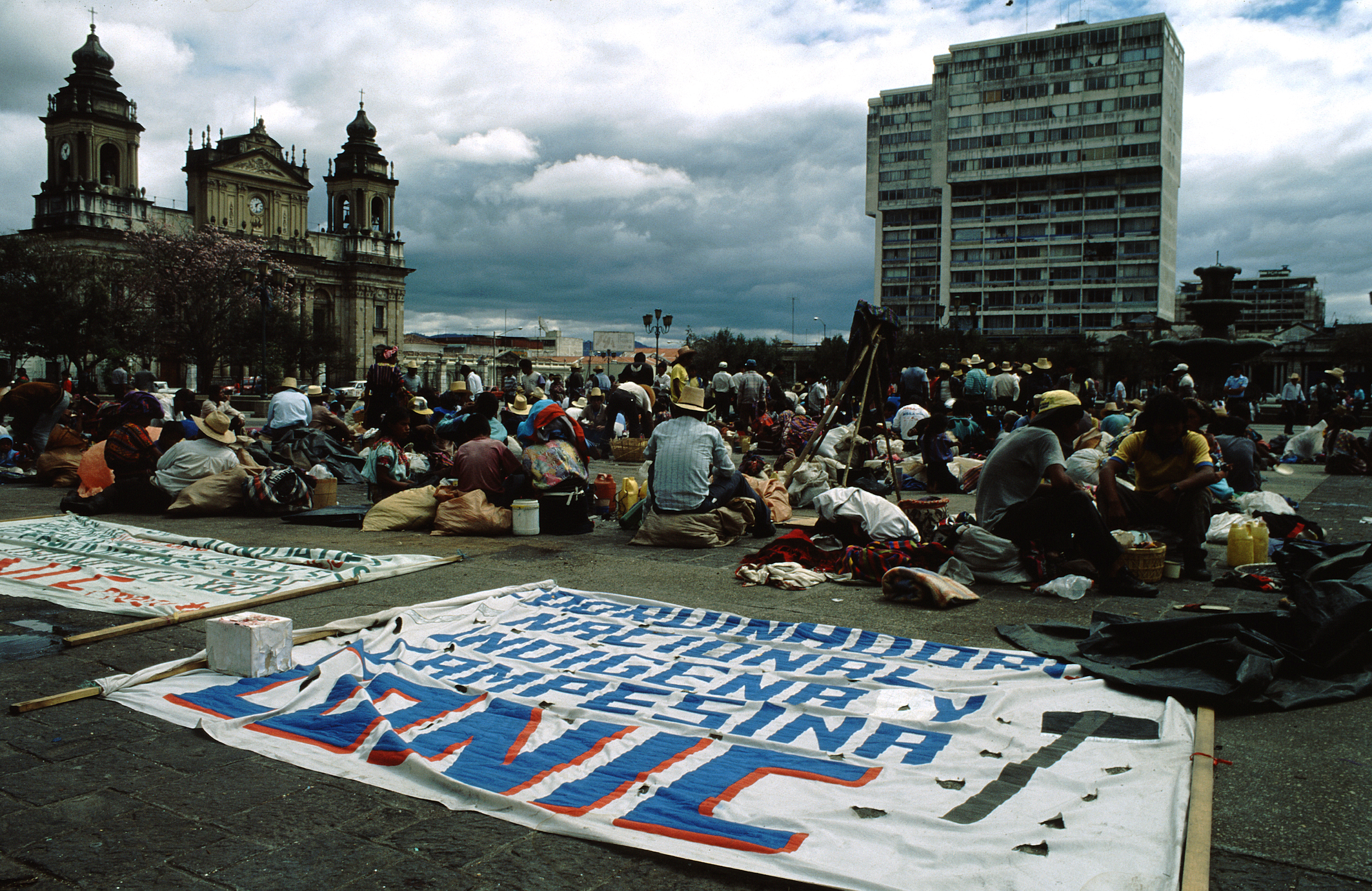
Protest av jordlösa indianer framför presidentpalatset i Guatemala City, 1996.

Dåvarande president Arzu (1996–2000) började införa ekonomisk liberalisering och politisk modernisering och den förre presidenten Portillo har fortsatt arbetet, men med mindre goda resultat. Portillos regering var inblandad i ett antal korruptionsskandaler, vilket har dämpat viljan att göra investeringar i landet. 
Inkomstskillnaderna i landet är mycket stora och omkring 75 % av befolkningen lever under fattigdomsgränsen.

### Näringsliv

#### Jordbruk
Jordbruket står för ungefär en fjärdedel av BNP, två tredjedelar av exporten och sysselsätter hälften av arbetskraften. De viktigaste produkterna är kaffe, socker och bananer. 

#### Energi och råvaror
År 2022 uppskattades 99,1 procent av befolkningen ha tillgång till elektricitet. Samma år uppskattades att vattenkraft stod för 38,6 procent av elproduktionen medan den näst största energikälla, fossila bränslen, stod för 32,6 procent. Biomassa och avfall stod för 22 procent av elproduktionen.
Naturtillgångar i landet är petroleum, nickel, sällsynta träsorter, fisk, naturkautschuk och vattenkraft.

### Infrastruktur

#### Transporter
De större vägarna, såsom Pan-American Highway som sträcker sig från Mexiko i norr till El Salvador i söder, samt vägarna till hamnstäderna, håller generellt en god standard. Puerto Barrios vid Atlanten är mer trafikerad än den stillahavsliggande hamnen San José. Det finns järnvägsförbindelser mellan hamnarna och längs stillahavskusten mot Mexiko, men dessa är i dåligt skick. Bussnätet är omfattande, men många bussar är i dåligt skick. Aviateca är det ledande flygbolaget som erbjuder både inrikes- och internationella flygningar, och både detta bolag samt den internationella flygplatsen Aurora ägs av japanska intressen. Under en lång tid hade militären kontroll över telekommunikationsföretaget Guatel.

#### Utbildning
Staten driver flera grund- och högskolor i landet. Dessa skolor är gratis, trots att kostnader för skoluniform, böcker, transport och liknande tillkommer. Detta gör att det blir svårt för den fattigare befolkningen att få utbildning. Många medel- och överklassbarn går i privata skolor. Landet har ett allmänt universitet (Universidad de San Carlos de Guatemala) och 9 privata.
År 2015 var läskunnigheten 81,5 %. Bland männen 87,4 % och bland kvinnorna 76,3 %.

## Befolkning

### Demografi

#### Större städer
Större städer är huvudstaden Guatemala City på 1 506 meters höjd i de centrala högländerna, Quetzaltenango på 2 011 meters höjd i västra högländerna, Escuintla på 300 meters höjd, Mazatenango på 220 meters höjd och Coatepeque på 515 meters höjd på Pacifiska kustslätten. 

#### Minoriteter
Av befolkningen har 59,4 % blandad europeisk och inhemsk härstamning. Dessa mestiser betecknas lokalt, till skillnad från i andra länder i Centralamerika, som ladinos. Den europeiska andelen är övervägande av spansk härkomst. Ytterligare 40,5 % av befolkningen tillhör ursprungsbefolkningen, mestadels avkomlingar till mayafolk. Resten av befolkningen är av europeisk eller asiatisk härkomst eller tillhör garifuna, en grupp som lever vid Karibiska havets kust och är avkomlingar till kariber och arawaker och förrymda slavar från ön Saint Vincent som ursprungligen stammar från Afrika.

### Språk
Spanska är landets nationalspråk men talas dock inte av hela landets befolkning, och oftast främst som andraspråk. I landet talas 21 distinkta mayaspråk, främst på landsbygden, tillsammans med flera icke-mayanska indianspråk, som till exempel det självständiga xinca, och garifuna, ett arawakanspråk som talas vid den karibiska kusten. Enligt Decreto Número 19-2003 klassas 23 språk som nationalspråk.
Spanska är administrativt språk och modersmål för mestiserna och befolkningen av europeisk härkomst. Förutom spanskan, som talas av omkring 60 % av befolkningen, finns sju erkända språk. Till dessa hör förutom vissa mayaspråk (däribland quiché eller k’iche’ med över 2 miljoner talare) exempelvis även garifunas arawakspråk, igñeri. Hos garifuna, som har nära förbindelser med Belize, är även engelska med karibiskt inslag mycket utbrett. Xincaspråket talas numera endast av några få äldre människor. Dessutom finns ytterligare mayaspråk, som delvis uppvisar starka regionala skillnader. Sammantaget talas 23 olika inhemska språk i Guatemala, av vilka 21 är mayaspråk:
| Språk       | Eget namn        | Språkfamilj         | Talare i Guatemala | Språkområde                                       |
| ----------- | ---------------- | ------------------- | ------------------ | ------------------------------------------------- |
| Acateco     |                  | Maya: Kanjobal-Chuj | 39 826             | omkring San Miguel Acatán                         |
| Aguacateco  | Awakateko        | Maya: Quiché-Mam    | 34 476             | Västra Huehuetenango                              |
| Cakchiquel  | Kaqchikel        | Maya: Quiché-Mam    | 1 002 790          | omkring Lago de Atitlán och Sololá                |
| Chortí      | Ch'orti'         | Maya: Chol-Tzeltal  | 74 600             | i det södra låglandet (omkring Copán)             |
| Chuj        | Chuj             | Maya: Kanjobal-Chuj | 85 002             | Huehuetenango                                     |
| Itzá        | Itzá             | Maya: Yucatán       | 1 783              | omkring Petén-sjön                                |
| Ixil        | Ixil             | Maya: Quiché-Mam    | 130 773            | El Quiché                                         |
| Jacalteco   | Popti' (Abxubal) | Maya: Kanjobal-Chuj | 83 814             | omkring Jacaltenango                              |
| Kanjobal    | Q'anjob'al       | Maya: Kanjobal-Chuj | 205 670            | Huehuetenango                                     |
| Kekchí      | Q'eqchi'         | Maya: Quiché-Mam    | 711 523            | Alta Verapaz till Lago Izabal                     |
| Mam         | Mam (Qyool)      | Maya: Quiché-Mam    | 1 094 926          | Huehuetenango                                     |
| Belmopan    | Mopan            | Maya: Yucatán       | 13 077             | Södra Petén                                       |
| Pocomam     | Poqomam          | Maya: Quiché-Mam    | 127 206            | omkring Guatemala City och Jalapa                 |
| Pocomchí    | Poqomchi'        | Maya: Quiché-Mam    | 259 168            | omkring Guatemala City och Jalapa                 |
| Quiché      | K'iche'          | Maya: Quiché-Mam    | 1 842 115          | El Quiché, Totonicapán, Sololá och Quetzaltenango |
| Sacapulteco |                  | Maya: Quiché-Mam    | 42 204             | El Quiché                                         |
| Sipacapense |                  | Maya: Quiché-Mam    | 5 944              | San Marcos                                        |
| Tacaneco    |                  | Maya: Quiché-Mam    | 20 000             | omkring Tacaná (San Marcos)                       |
| Tectiteco   |                  | Maya: Quiché-Mam    | 4 755              | omkring Tectitán                                  |
| Tzutuhil    | Tz'utujil        | Maya: Quiché-Mam    | 156 333            | omkring Santiago Atitlán                          |
| Uspanteco   |                  | Maya: Quiché-Mam    | 21 399             | El Quiché                                         |
| Garifuna    |                  | Arawak              | 6 539              | Izabal                                            |
| Xinca       |                  | Xinca               | 297                | Jutiapa                                           |

### Religion
Katolsk kristendom var den enda tillåtna religionen under kolonialtiden. Protestantismen har ökat under senare decennier.
Den främsta religionen är den latinska kyrkans katolicism. Protestantism och mayansk mytologi har ungefär 40 % respektive 1 % av landets befolkning. Ofta medverkar mayafolket på kristna ceremonier och träffar, ett fenomen kallat synkretism. Anhängare till de traditionella mayareligionerna ökar som ett resultat av de kulturella skyddsprogrammen som togs fram under fredstiden. Regeringen har medverkat vid uppförande av altare vid varje mayaruin, som finns i landet, så att traditionella ceremonier kan hållas på platserna.
Det finns små samhällen med judar (omkring 1 200), muslimer (1 200) och folk med andra religiösa tillhörigheter.
Jesu Kristi Kyrka av Sista Dagars Heliga har över 205 000 medlemmar i Guatemala.

### Sociala förhållanden
År 2006 uppgick antalet barnarbetare till 929 852 stycken, vilket motsvarade cirka 21 procent av barnen i åldern 5–17 år.
Ungdomsarbetslösheten uppgick 2013 till 8,0 %. Den var lägre bland män (5,5 %) än bland kvinnor (13,8 %).

### Hälsa
| Hiv och aids             | 2015   | 2023     |
| ------------------------ | ------ | -------- |
| Andel av befolkningen    | 0,57 % |          |
| Antal                    | 54 600 | 35 000 ▼ |
| Dödsfall per år          | 1 700  | <500 ▼   |
| Fetma                    | 2014   | 2016     |
| Andel av befolkningen    | 16,4 % | 21,2 % ▲ |
| Undervikt hos barn <5 år | 2015   | 2021     |
| Andel av befolkningen    | 12,6 % | 14,4 % ▲ |

## Kultur
Guatemala City är hem för flera av nationens bibliotek och museum, bland annat Nationalarkivet, Nationalbiblioteket och Arkeologi- och etnologimuseet vilket har en stor samling av mayaföremål. Det finns också privata museer, som Ixchel, som fokuserar sig på textilier, och Popol Vuh, vilket fokuserar sig på mayaarkeologi. De båda museerna är inom Universidad Francisco Marroquíns campus. Nästan alla av de 329 kommuner i landet har ett mindre museum.

### Konstarter

#### Musik
Musiken i Guatemala består av flera olika sorters musik och uttryckningsformer. Mayafolket hade en aktiv musikkultur vilket är dokumenterat via ikonografi. Guatemala var också en av de första regionerna i Nya världen som introducerades för den europeiska musiken. Flera kompositörer från renässansen, barocken, klassicismen och romantiken har bidragit till verk i olika stilar av mycket hög kvalité. Marimba är landets nationalinstrument.  Historia General de Guatemala har givit ut en serie med cd-skivor med historisk guatemalansk musik från mayatiden till dagens musik.
En känd modern sångare är Ricardo Arjona. Han sjunger om kärlek men även om orättvisan.

## Internationella rankningar
| Organisation                                | Undersökning                   | Rankning   |
| ------------------------------------------- | ------------------------------ | ---------- |
| Heritage Foundation/The Wall Street Journal | Index of Economic Freedom 2019 | 77 av 180  |
| Reportrar utan gränser                      | Pressfrihetsindex 2019         | 116 av 180 |
| Transparency International                  | Korruptionsindex 2018          | 144 av 180 |
| FN:s utvecklingsprogram                     | Human Development Index 2018   | 126 av 189 |